# Aeroportul Sassandra
Aeroportul Sassandra (IATA: ZSS, ICAO: DISS) este un aeroport din Coasta de Fildeș ce deservește zona Sassandra. A fost numit după zona deservită.
Situat la o altitudine de 62 m, aeroportul dispune de o singură pistă.